# إديث إيفانز
دام إديث ماري إيفانز (بالإنجليزية: Dame Edith Mary Evans)، حاصلة على الرتبة الثانية في نظام الإمبراطورية البريطانية (في الفترة من 8 فبراير 1888 – حتى 14 أكتوبر 1976) هي ممثلة بريطانية. عرفت بأعمالها على المسرح البريطاني. وظهرت أيضًا في عدد من الأفلام ورشحت ثلاث مرات للحصول على جائزة الأوسكار، إضافة إلى جائزة الأكاديمية البريطانية لفنون الفيلم والتليفزيون وجائزة الكرة الذهبية.
واشتهرت إيفانز بصفة خاصة بتمثيلها لأدوار السيدات الأرستقراطيات المتغطرسات، مثل دوريها الأكثر شهرة: السيدة براكنيل (Lady Bracknell) في مسرحية أهمية أن تكون إيرنست (The Importance of Being Earnest) (مثلت نفس الدور على خشبة المسرح وفي فيلم تم إنتاجه عام 1952)، ودور ويسترن في فيلمها توم جونز (Tom Jones) إنتاج عام 1963. وللتغيير في أدوارها، لعبت فانز دور سيدة عجوز مدقعة الفقر في أحد أدوارها السينمائية الأكثر مشاهدة، في الهامسون (The Whisperers) (عام 1967).
ع

## المسرح
ولدت إديث إيفانز في لندن، وهي ابنة إدوارد ايفانز، الموظف الحكومي، وزوجته كارولين إلين فوستر (Caroline Ellen Foster). وتلقت تعليمها في كنيسة القديس مايكل بمدرسة إنجلترا، بحي بيمليكو (Pimlico)، وعملت وهي في سن الخامسة عشرة في عام 1903 كـ صانعة قبعات.
وكان أول ظهور لها على خشبة المسرح مع فرقة مس ماسي لمسرحيات شكسبير حيث لعبت دور فيولا (Viola) في مسرحية الليلة الثانية عشرة (Twelfth Night) في أكتوبر 1910. واكتشفها المنتج الشهير ويليام بول (William Poel) في عام 1912 وكان أول ظهور احترافي لها في دور للمنتج بول في أغسطس من العام نفسه، حيث لعبت دور غوتامي (Gautami) في إحدى المسرحيات الكلاسيكية الهندية من القرن السادس، ساكونتالا (Sakuntala). ونالت الكثير من الاهتمام عن دورها كريسيدا (Cressida) في مسرحية ترويلوس وكريسيدا (Troilus and Cressida) في لندن والتي عُرضت فيما بعد في ستراتفورد أبون أفون (Stratford-upon-Avon).

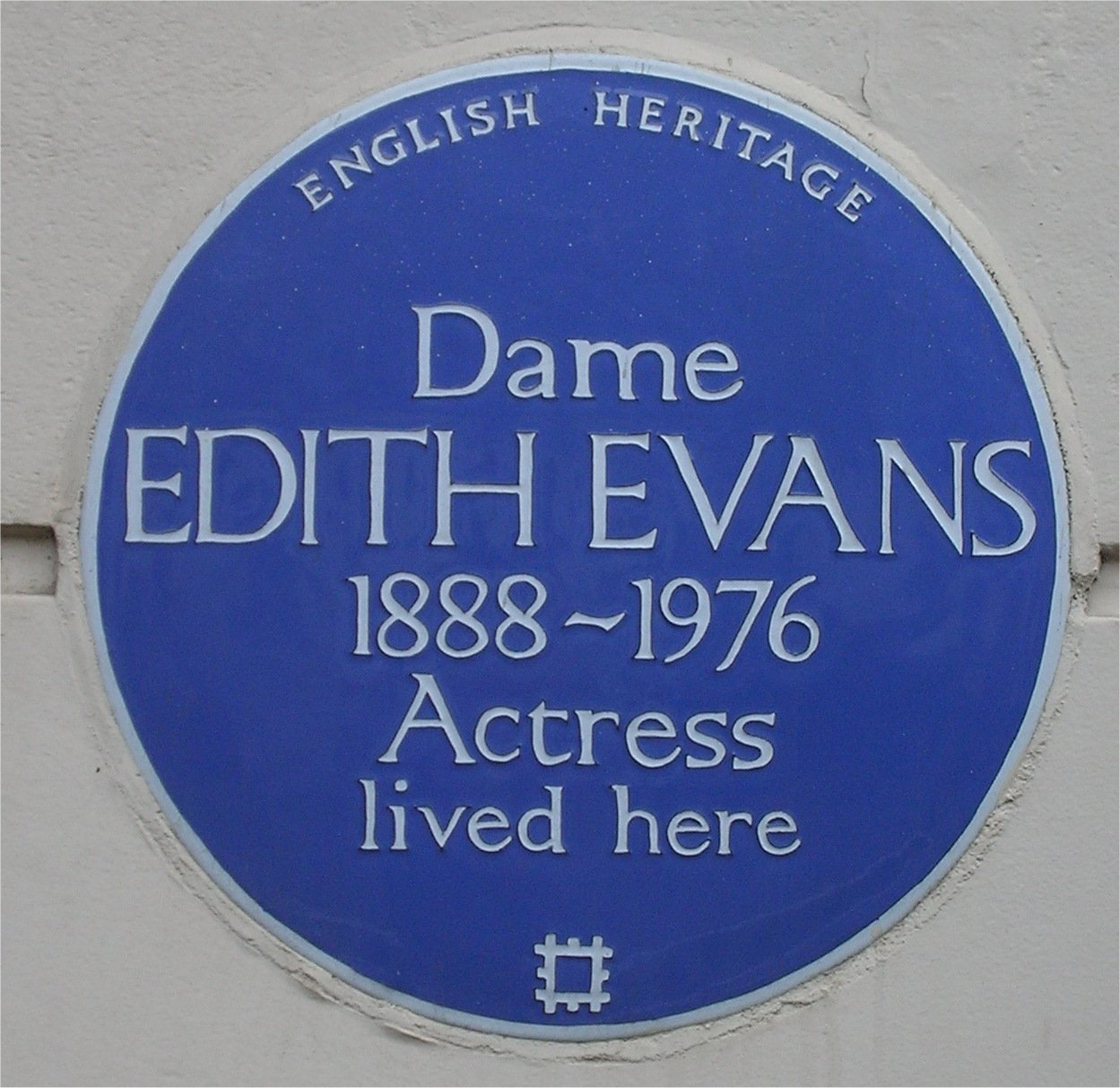

استمرت حياتها المهنية لمدة ستين عامًا وخلال تلك المدة أدت ما يزيد عن 150 دورًا مختلفًا، في أعمال لـ شكسبير وكونغرف (Congreve) وإبسن (Ibsen) وويكيرلي (Wycherley) ووايلد (Wilde)، بالإضافة إلى كُتّاب مسرحيين من عصرها مثل جورج برنارد شو (George Bernard Shaw) وإنيد باجنولد (Enid Bagnold) وكريستوفر فراي (Christopher Fry) ونويل كوارد (Noël Coward). وقد مثلت ستة شخصيات من مسرحيات برنارد شو، وهي: الأفعى (Serpent) والوحي (Oracle) وهي القديمة (She-Ancient) وشبح الأفعى (Ghost of the Serpent) في العودة إلى متوشالح (Back to Methuselah) (عام 1923)؛ وأورونثيا (Orinthia) في عربة التفاح (The Apple Cart) (عام 1929)، وإبيفانيا (Epifania) في المليونيرة (The Millionairess) (عام 1940). وهناك العديد من الأدوار الأخرى المهمة مثل ميلامانت (Millamant) في مسرحية طريق العالم (The Way of the World) (عام 1924)، وروزاليند (Rosalind) في مسرحية كما تحبها (As You Like It) (عام 1926 و1936) والممرضة في مسرحية روميو وجولييت (1932-1935 و1961)، ودورها الأكثر شهرة، السيدة براكنيل في مسرحية أهمية أن تكون إيرنست (1939)، وهو الدور الذي علِق في أذهان عامة الناس (وبالأخص طريقتها التهكمية للسطر: "حقيبة اليد?"). وفي عام 1964، بدت مثل جوديث بليس (Judith Bliss) في إحياء مسرحية هاي فيفر (Hay Fever) لنويل كوارد، الذي أخرجه الكاتب المسرحي بنفسه، لـ شركة المسرح القومي في مسرح فيك القديم(Old Vic).

## الأفلام
بدأت إديث إيفانز أعمالها السينمائية في عام 1915، ولكن برزت كثيرًا في أعمالها المسرحية حتى ظهرت في مجموعة من الأفلام السينمائية في عام 1949 ملكة البستوني (The Queen of Spades) والأيام الأخيرة لدولوين (The Last Days of Dolwyn). وفي عام 1952، كررت دورها المسرحي الشهير السيدة براكنيل في رواية أنطوني اسكويث (Anthony Asquith) السينمائية أهمية أن تكون إيرنست. واستمرت في تقديم أدوارها السينمائية على فترات متباعدة، وعادة ما تكون في أدوار مساعدة، ومن بينها مجموعة من الأفلام الشهيرة مثل فيلم قصة الراهبة (The Nun's Story) (عام 1959)وتوم جونز (1963) والبخيل (Scrooge) (عام 1970، في دور شبح عيد الميلاد السابق). وحصل دورها كسيدة عجوز تعيش حياة خيالية في فيلم الهامسون (1967) على جائزة أفضل ممثلة من الأكاديمية البريطانية لفنون الفيلم والتليفزيون ورُشحت عنه للحصول على جائزة الأوسكار. وظهرت إديث إيفانز على التليفزيون الأمريكي لأول مرة في عام 1961 في المسرحية الكوميدية لـ جان أنويه (Jean Anouilh)، زمنا يذكر (Time Remembered) مع كريستوفر بلامر (Christopher Plummer). واستمرت في الظهور في الدراما التليفزيونية في أمريكا والمملكة المتحدة حتى وقت قريب من وفاتها.
وفي عام 1925، تزوجت إديث إيفانز من جورج (جاي) بوث. ولكنه توفي بعد عشر سنوات من زواجهما بسبب إصابته بـ ورم خبيث في المخ. ولم يكن هناك أطفال من هذا الزواج، ولم تتزوج إيفانز مرة أخرى.

## الصور
رسم والتر سيكيرت (Walter Sickert) إديث إيفانز أثناء تمثيلها لدور كاتارينا (Katharina)، وهي الشخصية القيادية في الكوميديا الرومانسية لـ شكسبير، ترويض النمرة (The Taming of the Shrew).
ورسم هنري جلينتنكامب (Henry Glintenkamp) صورة لإديث إيفانز في عام 1922، وكانت تباع هذه الصورة كجزء من ممتلكاتها في دار سوثبي للمزادات في عام 1977.
واستمر عرض التمثال المنحوت لرأسها لعدة سنوات في مسرح رويال كورت، لندن.
حصلت إديث إيفانز على منصب الرتبة الثانية في نظام الإمبراطورية البريطانية في عام 1946. وحصلت أيضًا على أربع درجات علمية شرفية من جامعات لندن (عام 1950) وكامبريدج (عام 1951) وأوكسفورد (عام 1954) وهل (عام 1968).
وتوجد بقايا جثتها في كنيسة سانت بول، كوفنت غاردن، لندن. حيث توجد هناك لوحة زرقاء خارج منزلها الموجود في 109 شارع إيبري، لندن.

## المسرح
- 1909 - 1910: فتاة مسيئة للأسرة (Bad Girl of the Family)، المسرح الكبير، ساوث هامبتون
- 1912 - 1913: إليزابيث كوبر (Elizabeth Cooper)، هاي ماركت
- 1917 - 1918: مانفريد (Manfred)، المسرح الملكي، دروري لين
- 1919: تاجر البندقية (Merchant of Venice)، مسرح رويال كورت
- 1920 - 1921: الأم حواء (Mother Eve)، مسرح أمباسادور
- 1920 - 1921: ساحرة ادمونتون (Witch of Edmonton)، المسرح الغنائي، هامرسميث
- 1922 - 1923: الإشاعة (Rumour)، مسرح جلوب
- 1923 - 1924: طريق العالم، المسرح الغنائي، هامرسميث
- 1923 1924: آلة إضافية (Adding Machine), مسرح ستراند
- 1924: حلم ليلة منتصف الصيف (Midsummer Night’s Dream)، المسرح الملكي، دروري لين
- 1924 - 1925: حلم ليلة منتصف الصيف، دروري لين
- 1925: البجعة المرسومة (The Painted Swan)، مسرح ايفريمان
- 1925 - 1926: الكثير من اللغط حول لا شيء (Much Ado About Nothing)، مسرح فيك القديم
- 1925 - 1926: تنحني لتنتصر (She Stoops To Conquer)، مسرح فيك القديم
- 1925 - 1926: يوليوس قيصر (Julius Caesar)، مسرح فيك القديم
- 1925 - 1926: كما تحبها، مسرح فيك القديم
- 1925 - 1926: روميو وجولييت، مسرح فيك القديم
- 1925 - 1926: إسكافي في عطلة (Shoemaker's Holiday)، مسرح فيك القديم
- 1925 - 1926: ترويض النمرة، مسرح فيك القديم
- 1925 - 1926: أنتوني وكليوباترا (Antony and Cleopatra)، مسرح فيك القديم
- 1925 - 1926 : قياس لقياس (Measure for Measure)، مسرح فيك القديم
- 1925 - 1926: الأطفال في فلاندرز (Child in Flanders)، مسرح فيك القديم
- 1925 - 1926: كل الرجال (Everyman)، مسرح فيك القديم
- 1925 - 1926: تاجر البندقية، مسرح فيك القديم
- 1925 - 1926: ريتشارد الثالث (Richard III)، مسرح فيك القديم
- 1925 - 1926: سرور زوجات وندسور (Merry Wives of Windsor)، مسرح فيك القديم
- 1925 - 1926: مهرجان عيد ميلاد شكسبير(Shakespeare Birthday Festival)، مسرح فيك القديم
- 1926 - 1927: روزميرشولم (Rosmersholm)، مسرح كينجزواي
- 1927: طريق العالم، مسرح ويندهام
- 1927 - 1928: مهرجان عيد ميلاد شكسبير، مسرح فيك القديم
- 1928 - 1929: عربة التفاح، مسرح مالفيرن، ورسيستيرشاير
- 1929 - 1930: مهرجان عيد ميلاد شكسبير، مسرح فيك القديم
- 1931: أوه اتش إم إس (O.H.M.S.)، مسرح الفنون، المسرح الجديد
- 1931 - 1932: الليلة الثانية عشرة، مسرح فيك القديم
- 1931 - 1932: مهرجان عيد ميلاد شكسبير، مسرح فيك القديم
- 1931 - 1932: عطيل (Othello)، مسرح فيك القديم
- 1933: الراحل كريستوفر بين (The Late Christopher Bean)، مسرح كنيسة سانت جيمس
- 1935 - 1936: روميو وجولييت، المسرح الجديد
- 1936 - 1937: ترويض النمرة، المسرح الجديد
- 1936 - 1937: ساحرة ادمونتون، مسرح فيك القديم
- 1936 - 1937: كما تحبها، مسرح فيك القديم؛ المسرح الجديد
- 1936 - 1937: الزوجة الريفية (Country Wife)، مسرح فيك القديم
- 1937: ترويض النمرة، المسرح الجديد
- 1937 - 1938: زوجة روبرت (Robert's Wife)، مسرح جلوب
- 1938 - 1939: أهمية أن تكون إيرنست، مسرح جلوب
- 1939 - 1940: أهمية أن تكون إيرنست، مسرح الأمير، بريستول
- 1946: أنتوني وكليوباترا، المسرح الملكي، نيوكاسل أبون تاين، مسرح بيكاديللي
- 1949: دافني لوريولا (Daphne Loreola)، مسرح ويندهام
- 1951: مياه القمر (Waters of the Moon)، المسرح الملكي، هايماركت
- 1954: ظلام مضيء بالقدر الكافي (The Dark is Light Enough)، المسرح التذكاري لشكسبير، ستراتفورد أبون أفون، دار الأوبرا، مانشستر؛ مسرح الدويش
- 1957: حديقة تشالك، المسرح الملكي، هايماركت
- 1962: برنامج الشعر والموسيقى (Programme of Poetry and Music)، مسرح الدويش
- 1963: جاك الأنيق (Gentle Jack)، مسرح الملكة
- 1964: هاي فيفر، مسرح فيك القومي القديم
- 1965: رئيس الوزراء الصيني (The Chinese Prime Minister) من إخراج إنيد باجنولد، مسرح جلوب
- 1968: كرة القدم الخيالية والفتاة السوداء بحثًا عن الله (Aerial Football and The Black Girl in Search of God)، مسرح ميرمايد
- 1974: إديث إيفانز وأصدقاؤها (Edith Evans and Friends)، المسرح الملكي، هايماركت

## الأعمال السينمائية
| السنة | الفيلم                                           | الدور | ملاحظات |
| ----- | ------------------------------------------------ | --- | --- |
| 1915  | شهر العسل لثلاثة (Honeymoon for Three)           | | |
| 1915  | مطربة من ويلز (A Welsh Singer)                   | السيدة بومفري | |
| 1916  | الشرق هو الشرق (East Is East)                    | عمة | |
| 1949  | ملكة البستوني                                    | السيدة النبيلة العجوزة رانيفسكايا | |
| 1949  | الأيام الأخيرة لدولوين (The Last Days of Dolwyn) | ميري | يعرف أيضًا باسم نساء دولوين |
| 1952  | أهمية أن تكون إيرنست                             | السيدة أوجوستا براكنيل | |
| 1958  | انظر إلى ما فات بغضب (Look Back in Anger)        | السيدة تانير | |
| 1959  | قصة الراهبة                                      | الراهبة الأم إيمانويل | (مثل دام إديث إيفانز) جائزة أفضل ممثلة مساعدة من المجلس القومي للاستعراض مرشحة — جائزة الكرة الذهبية لأفضل ممثلة مساعدة – الصور المتحركة |
| 1963  | توم جونز                                         | مس ويسترن | مرشحة — جائزة الأوسكار لأفضل ممثلة مساعدة مرشحة — جائزة أفضل ممثلة من الأكاديمية البريطانية لفنون الفيلم والتليفزيون |
| 1964  | حديقة تشوك (The Chalk Garden)                    | السيدة سانت موجام مرشحة \|جائزة أفضل ممثلة مساعدة من المجلس القومي للاستعراض مرشحة — جائزة الأوسكار لأفضل ممثلة مساعدة مرشحة — جائزة أفضل ممثلة من الأكاديمية البريطانية لفنون الفيلم والتليفزيون | |
| 1965  | الشاب كاسيدي (Young Cassidy)                     | السيدة غريغوري | |
| 1967  | الهامسون                                         | السيدة ماغي روس | جائزة أفضل ممثلة من الأكاديمية البريطانية لفنون الفيلم والتليفزيون جائزة الدب الفضي لأفضل ممثلة (مهرجان برلين) جائزة الكرة الذهبية لأفضل ممثلة – مسلسلات الصور المتحركة جائزة أفضل ممثلة من المجلس القومي للاستعراض جائزة أفضل ممثلة بمهرجان نيويورك للنقاد مرشحة — جائزة الأوسكار لأفضل ممثلة |
| 1967  | فيتزويلي (Fitzwilly)                             | الآنسة فيكتوريا وودورث | |
| 1968  | الحذر وحبوب منع الحمل (Prudence and the Pill)    | السيدة روبرتا بيتس | |
| 1969  | مجنونة شايو( The Madwoman of Chaillot)           | جوزفين | |
| 1969  | المحتالون والإكليل (Crooks and Coronets)         | السيدة صوفي فيتزموري | |
| 1970  | البخيل                                           | شبح عيد الميلاد السابق | |
| 1973  | بيت الدمية (A Doll's House)                      | آن ماري | |
| 1973  | الحصان مصارع الثيران (El caballo torero)         | | |
| 1974  | الجنون (Craze)                                   | العمة لويز | |
| 1976  | النعال والورود (The Slipper and the Rose)        | الملكة الأرملة | |
| 1977  | العادات السيئة (Nasty Habits)                    | الأخت هيلدغارد | |

## روابط خارجية
- إديث إيفانز على موقع IMDb (الإنجليزية)
- إديث إيفانز على موقع الموسوعة البريطانية (الإنجليزية)
- إديث إيفانز على موقع روتن توميتوز (الإنجليزية)
- إديث إيفانز على موقع ألو سيني (الفرنسية)
- إديث إيفانز على موقع ميوزك برينز (الإنجليزية)
- إديث إيفانز على موقع تيرنر كلاسيك موفيز (الإنجليزية)
- إديث إيفانز على موقع أول موفي (الإنجليزية)
- إديث إيفانز على موقع قاعدة بيانات برودواي على الإنترنت (الإنجليزية)
- إديث إيفانز على موقع قاعدة بيانات برودواي على الإنترنت (الإنجليزية)
- إديث إيفانز على موقع قاعدة بيانات الأفلام السويدية (السويدية)
- Edith Evans biography and credits في موقع شاشة الإنترنت [الإنجليزية]‏ التابع لمعهد الفيلم البريطاني
- Performances by Edith Evans listed in The Theatre Collection, University of Bristol
- The Collection of research material on Edith Evans, actress is held by the متحف فكتوريا وألبرت Theatre and Performance Department.